# Grosssee (sjö i Österrike)
Grosssee är en sjö i Österrike.   Den ligger i förbundslandet Kärnten, i den centrala delen av landet, 290 km sydväst om huvudstaden Wien. Grosssee ligger 2 840 meter över havet.
Trakten runt Grosssee består i huvudsak av gräsmarker. Runt Grosssee är det ganska glesbefolkat, med 29 invånare per kvadratkilometer.